# Danish Rainbow Awards
Danish Rainbow Awards er en årlig dansk prisuddeling arrangeret af Rainbow Business Denmark, der hylder personer, organisationer og virksomheder, som skaber bedre livsvilkår for LGBT-personer. Uddelingen blev etableret i 2008.
På bagrund af indstillinger fra LGBT-miljøet nominerer Rainbow Business Denmark tre kandidater til hver pris. Den endelige vinder bliver afgjort i en kombination af afstemning i en fagjury og en offentlig afstemning arrangeret af magasinet Out & About. Undtagelsen er dog Æresprisen, hvor modtageren vælges af bestyrelsen i Rainbow Business Denmark. Danish Rainbow Awards blev vist på tv for første gang i 2018 på Kanal 1.